# Juan Francisco Torres
Juan Francisco Torres Belén, ismertebb nevén Juanfran (Crevillent, 1985. január 9. –) spanyol labdarúgó, jobbhátvéd.

## Pályafutása

### Real Madrid
A Real Madrid akadémiáján nevelkedett. Az első csapatban 2004. január 24-én egy Villarreal elleni 2–1-es győzelemmel zárult mérkőzésen mutatkozhatott be, ekkor 15 perc játékidőt kapott.
A 2005–2006-os idényben az Espanyol csapatához került kölcsönbe.

### Osasuna
2006 nyarán írt alá az Osasuna csapatához, 10 millió €-ért hagyta el a Real Madridot.
2006. szeptember 24-én lépett először pályára az Osasuna színeiben és mindját góllal járult hozzá csapata 2–0-s győzelméhez. A Celta Vigot sikerült legyőzniük és Juanfran szerezte a második gólt.

### Atlético Madrid
2011 január 11-én az Atlético de Madriddal 2015-ig szóló szerződést kötött 4 millió € értékében. Első gólját az Atléticoban 2011. május 21-én szerezte az RCD Mallorca elleni 4–3-as győzelem alkalmával. Klubkarrierje legnagyobb sikere, hogy az Atléticoval megnyerte az Európa-liga 2011–2012-es kiírását.

### Válogatott
Utánpótlásszinten szerepelt az összes korosztályos csapatban. Tagja volt a 2003-as ifjúsági labdarúgó-világbajnokságon második helyen végző és a 2004-es U19-es Európa-bajnokságon aranyérmet nyerő válogatottnak.
A felnőtt csapatban 2012. május 26-án debütált egy Szerbia elleni felkészülési, barátságon találkozón, amit 2–0-ra a spanyolok nyertek.

## Sikerei, díjai

### Klub
Espanyol
- Spanyol kupa győztes: 2005–06

Atlético Madrid
- La Liga győztes: 2013–14
- Spanyol kupa győztes: 2012–13
- Spanyol szuperkupa győztes: 2014
- Európa-liga győztes: 2011–2012, 2017–18
- UEFA-szuperkupa győztes: 2012, 2018
- UEFA-bajnokok ligája döntős: 2013-14, 2015-16

### Válogatott
Spanyol U19
- U19-es Európa-bajnok: 2004

Spanyol U20
- U20-as világbajnokság (2. hely): 2003

Spanyolország
- Európa-bajnokság (1. hely): 2012